# 극장판 하이큐!! 쓰레기장의 결전
《극장판 하이큐!! 쓰레기장의 결전》(일본어: 劇場版 ハイキュー!! ゴミ捨て場の決戦, 영어: Haikyuu!! THE MOVIE: Decisive Battle at the Garbage Dump)는 2024년 2월 16일에 개봉될 예정인 일본의 스포츠, 코미디, 애니메이션 영화이다. 미츠나카 스스무가 감독을 맡았다. 극장판 하이큐!! FINAL 시리즈의 1부이다.

## 출연진

### 주요 인물

#### 카라스노 고등학교
- 무라세 아유무 - 히나타 쇼요 역
- 이시카와 카이토 - 카게야마 토비오 역
- 우치야마 코우키 - 츠키시마 케이 역
- 사이토 소마 - 야마구치 타다시 역
- 히노 사토시 - 사와무라 다이치 역
- 이리노 미유 - 스가와라 코시 역
- 호소야 요시마사 - 아즈마네 아사히 역
- 오카모토 노부히코 - 니시노야 유 역
- 하야시 유 - 타나카 류노스케 역

#### 네코마 고등학교
- 카지 유우키 - 코즈메 켄마 역
- 나카무라 유이치 - 쿠로오 테츠로 역
- 타치바나 신노스케 - 야쿠 모리스케 역
- 이시이 마크 - 하이바 리에프 역
- 요코타 세이고 - 야마모토 타케도라 역
- 호시노 타카노리 - 카이 노부유키 역
- 쵸난 쇼타 - 후쿠나가 쇼헤이 역
- 이케다 쿄스케 - 이누오카 소우 역

### 기타 인물
- 마스다 토시키 - 엔노시타 치카라 역
- 나즈카 카오리 - 시미즈 키요코 역
- 모로호시 스미레 - 야치 히토카 역
- 카미야 히로시 - 타케다 잇테츠 역
- 에가와 히사오 - 우카이 케이신 역

## 기타
- 수입사 :  에스엠지홀딩스
- 하이큐!! 시리즈 최초의 Dolby Vision, Dolby Atmos가 적용된 작품이다. 덕분에 하이큐 시리즈 최초로 Dolby Cinema 상영을 하였다. 또한 4K 컨버팅이 되어 돌비시네마, 아이맥스관에 한하여 4K 상영이 되며[1], 추후에도 4K판 블루레이를 발매할 것으로 보인다.